# Golgo 13: Queen Bee
Golgo 13: Queen Bee (ゴルゴ13〜QUEEN BEE〜) est une animation vidéo originale qui a été publiée en 1998. Tesshō Genda fournit la voix de Golgo 13 dans la version japonaise, tandis que dans la version française, il est exprimé par Patrick Borg.

## Synopsis
Golgo 13 est embauché pour assassiner Queen Bee, le commandant en second d'une armée rebelle sud-américaine, pour l'empêcher de tuer le candidat présidentiel du parti démocrate des États-Unis.

## Casting vocal
| Personnage             | Japonais       | Anglais        | Français              |
| ---------------------- | -------------- | -------------- | --------------------- |
| Duke Togo/Golgo 13     | Tesshō Genda   | John DiMaggio  | Patrick Borg          |
| Joanna Hardy/Queen Bee | Masako Katsuki | Denise Poirier | Suzanne Sindberg      |
| Robert Hardy           | Kinryū Arimoto | Dwight Schultz | Patrick Osmond        |
| Informateur            | Akio Ōtsuka    | John DiMaggio  | Patrick Delage        |
| Don Roccini            | Toshiya Ueda   | Joe Lala       | Jean-Gabriel Nordmann |
| Gordon                 | Kōsei Tomita   | John Hostetter | Philippe Bonnaud      |